# Zygogramma
Zygogramma là một chi bọ cánh cứng trong họ Chrysomelidae.
Chi này được miêu tả khoa học năm 1837 bởi Chevrolat.

## Các loài
Chi này gồm các loài:
- Zygogramma suturalis Fabricius, 1775